# Onthophagus hissariensis
Onthophagus hissariensis là một loài bọ cánh cứng trong họ Bọ hung (Scarabaeidae).